# Wet dwangsom en beroep bij niet tijdig beslissen
De Wet dwangsom en beroep bij niet tijdig beslissen is een Nederlandse wet die vastgesteld is in 2009. Doel is bedrijven en inwoners twee rechtsmiddelen, de dwangsom en beroep, te bieden als de overheid niet binnen de wettelijke termijnen een besluit op een aanvraag of op een bezwaarschrift neemt. De wet geldt alleen voor zaken die zijn ingediend op of na 1 oktober 2009. 

## Uitvoering door de aanvrager
Voor zowel het eisen van een dwangsom als het instellen van een beroep is eerst de ingebrekestelling van de overheid die moet beslissen nodig. De ingebrekestelling mag alleen als de beslistermijn is verlopen en moet in schriftelijke vorm gebeuren door de aanvrager. Voor het overige is de ingebrekestelling vormvrij. Na ingebrekestelling moet de overheid die te laat is ook een besluit nemen of een dwangsom wordt toegekend. De aanvrager kan daarnaast ook direct beroep aantekenen bij de rechter.

## Uitvoering door rijk, provincies, waterschappen en gemeenten

### Een dwangsom bij niet beslissen op een aanvraag
Soms kan een wettelijke termijn verlengd worden via een brief aan de aanvrager. Als de termijn verlopen is, mag de overheid op de dag dat de ingebrekestelling is ontvangen er nog twee weken over doen om alsnog een besluit nemen. De hoofdregel is dat er geen ontvangstbevestiging voor de ingebrekestelling wordt verzonden en als er binnen twee weken een besluit valt krijgt de indiener ook geen verder antwoord op zijn ingebrekestelling. 
Daarna moet de overheid per dag een dwangsom betalen. De overheid moet dit vaststellen en de hoogte van de dwangsom bepalen. Deze vaststelling zal meestal gebeuren in dezelfde brief met de beslissing op de aanvraag. In die brief zal niet het dwangsombedrag worden genoemd, omdat dat afhangt van de verzenddatum van de beslissing die je meestal pas achteraf met zekerheid weet. De brief zal echter wel de berekeningswijze aangeven zodat de aanvrager ook zelf kan berekenen welk
dwangsombedrag hij zal ontvangen. De overheid moet in ieder geval degene die recht heeft op een dwangsom dit binnen twee weken na de laatste dag waarover dwangsom verschuldigd is meedelen. 
De overheid moet binnen zes weken vaststelling van de dwangsom betalen. Van deze laatste twee termijnen mag niet worden afgeweken.

### Een dwangsom bij niet beslissen op een bezwaarschrift
Voor het berekenen van de laatste dag van de beslistermijn bij een bezwaarschrift geldt het volgende:
- wat is de dag na de laatste dag van de bezwaartermijn?
- is er tijdig verdaagd? Voor zes weken?
- is de beslistermijn opgeschort geweest? Voor hoelang?
- is de beslissing op het bezwaarschrift uitgesteld? Voor hoelang?

Als op de berekende dag nog geen beslissing op het bezwaar is verzonden, is er sprake van "niet tijdig" als bedoeld in de Wet dwangsom. Daarna is de procedure hetzelfde als hierboven is beschreven bij een aanvraag. Wel zijn er drie uitzonderingen waarbij er geen dwangsom verschuldigd is:
- het bestuursorgaan onredelijk laat in gebreke is gesteld,
- de aanvrager geen belanghebbende is, of
- de aanvraag kennelijk niet-ontvankelijk of kennelijk ongegrond is.

## Uitvoering door de rechtbank
De rechtbank, waar de aanvrager beroep instelt, doet binnen acht weken zonder zitting uitspraak. De rechtbank kan besluiten dat :
- de overheid alsnog binnen twee weken moet besluiten
- er een andere termijn dan twee weken is of een andere voorziening geldt
- een ondergenoemde wettelijke dwangsom wordt opgelegd
- een nadere dwangsom wordt bepaald voor elke dag dat zijn uitspraak door de overheid niet wordt nageleefd ( als extra dwangsom )

## Kosten en middelen
Als er na 14 dagen nog geen besluit is gevallen is de dwangsom de eerste veertien dagen € 20 per dag, de daaropvolgende twee weken € 30 per dag en daarna € 40 per dag. Er is een maximum van 42 dagen en dus maximaal € 1260, zo geeft artikel 4:17 van de Algemene wet bestuursrecht. Per 1 januari 2019 zijn deze bedragen geïndexeerd. De nieuwe bedragen zijn respectievelijk € 23, € 35 en € 45. Bij meer aanvragers / bezwaarden krijgt ieder een gelijk deel van de dwangsom. Het dwangsombedrag geldt dus per aanvraag/bezwaarschrift
De wetgever verwachtte in 2009 dat de wet nauwelijks gevolgen zou hebben voor de bestuursrechter. Er worden geen extra taken toebedeeld en de werklast wordt ook niet verzwaard. 
De Wet kan wel tot aanzienlijke financiële lasten voor de overheid leiden als termijnen vaak worden overschreden en vervolgens door veel belanghebbenden in gebreke worden gesteld. De wetgever acht deze consequentie aanvaardbaar omdat overheid ook door het treffen van organisatorische maatregelen toepassing van de wet kan voorkomen. De ervaring had al wel geleerd, dat de beslistermijn voor de bezwaarprocedure in de Awb en de aanvraag op grond van de Wob overal bij de overheid leidt tot veelvuldige overschrijding van de termijnen. Daarom worden de beslistermijnen in de Awb en de Wob verlengd waardoor de gevolgen van de Wet dwangsom beperkt kunnen zijn.